# Reiner Frontzek
Reiner Frontzek (* 1955) ist ein deutscher Basketballtrainer und ehemaliger Basketballnationalspieler.

## Laufbahn
Frontzek war 1973 mit einem Punkteschnitt von 20 je Partie bester Werfer der deutschen Nationalmannschaft bei der Kadetteneuropameisterschaft in Italien. Er kam aus der Nachwuchsarbeit des TuS 04 Leverkusen. 1972 und 1973 wurde er mit Leverkusen deutscher B-Jugend- sowie 1973 und 1974 ebenfalls deutscher A-Jugend-Meister. Er spielte für den Verein ab 1972 auf der Flügelposition in der Basketball-Bundesliga sowie im Europapokal. 1974 verließ er Leverkusen und ging er zum ASV Köln und gab im April 1976 seinen Einstand in der deutschen A-Nationalmannschaft, für die er bis 1979 39 Länderspiele bestritt. 1976 wechselte er innerhalb der Bundesliga aus Köln zum USC Heidelberg. In seinem ersten Jahr in der Kurpfalz, wohin er aufgrund seines Medizinstudiums gekommen war, gewann er mit dem USC die deutsche Meisterschaft und den DBB-Pokal. In der Bundesliga-Hauptrunde des Meisterschaftsspieljahres kam er auf 17,7 Punkte je Begegnung, in der folgenden Bundesliga-Endrunde steigerte sich Frontzek auf 21,3 Punkte je Begegnung und führte Heidelbergs interne Korbjägerliste vor Hershel Lewis an. 1977/78 war Frontzek mit 506 Punkten (28,1 Punkte je Begegnung) bester Korbschütze der Bundesliga-Hauptrunde und mit insgesamt 818 erzielten Punkten (Haupt- und Endrunde) bester Werfer der gesamten Bundesliga-Saison. Er wurde mit dem USC in dieser Saison Pokalsieger und deutscher Vizemeister. Er verließ Heidelberg 1978 wieder und spielte ab der Saison 1978/79 für den TuS 04 Leverkusen, obwohl ihm Heidelberg zunächst die Wechselfreigabe verweigerte. Während des Spieljahres 1979/80 zog er sich im Dezember 1979 in einer Partie gegen seine vorherige Mannschaft aus Heidelberg einen Abriss der Achillessehne zu. In seiner Zeit in Leverkusen insgesamt (1972 bis 1974 und 1978 bis 1981) kam Frontzek in 86 Bundesliga-Spielen auf einen Punkteschnitt von 11,3 je Begegnung. 1981 ging er aus Leverkusen nach Heidelberg zurück, musste mit dem USC im Frühjahr 1982 aber den Bundesliga-Abstieg hinnehmen. Er spielte später noch für den MTV Wolfenbüttel in der Bundesliga. Zusammengerechnet kam Frontzek im Laufe seiner Bundesliga-Jahre auf einen Wert von 2827 erzielten Punkten.
Nach abgeschlossenem Medizinstudium wurde Frontzek bei der Landesschulbehörde Niedersachsen als Facharzt für Allgemeinmedizin und Betriebsmedizin tätig. Neben seinen beruflichen Aufgaben blieb er dem Basketball als Trainer verbunden und war unter anderem beim Hagener SV, dem Osnabrücker SC, dem TV Ibbenbüren sowie dem TuS Bramsche beschäftigt. Im Sommer 2020 trat er wieder das Traineramt in Bramsche an, welches er bereits von 2012 bis 2017 ausgeübt hatte.